# 卡尔·伯恩斯坦
卡尔·伯恩斯坦（Carl Bernstein，1944年2月14日—）是一名美國記者，是揭穿水門事件醜聞的兩名《華盛頓郵報》記者之一。

## 生平
1944年在美國华盛顿哥伦比亚特区出生，猶太裔，父母均為共產黨。大學在馬里蘭大學學院市分校就讀，並未畢業已投身新聞界，1966年加入《華盛頓郵報》。

### 事業
1972年，伯恩斯坦與同事鲍勃·伍德沃德通過其內線「深喉」（即马克·费尔特）的情報及協助，率先披露了水門事件醜聞，從而迫使總統尼克遜下台，名噪新聞界。兩人也因此獲得了1973年的普利策新聞獎，其後他們亦合作將他們的經歷撰寫成書本《總統的人馬》，在1974年出版。有關此事件，兩人還合著了另外兩本書：第一本是《最後的日子》（The Final Days），有關尼克遜下台前的日子，在1976年出版；第二本是在「深喉」的身分於2005年曝光後出版，名為The Secret Man。
伯恩斯坦水門事件後的事業並沒像伍德沃德一樣一帆風順，更因時常與荷里活影星一起，令聲名大受影響，如《華盛頓郵報》的70年週年紀念就沒有邀請他。1976年，伯恩斯坦離開《華盛頓郵報》，其後曾當ABC新聞的華盛頓分社主管，任教於纽约大学，及為《時代雜誌》撰稿，現時受聘於《名利场》。
期間撰寫了一本有關他父母的自傳，名為Loyalties: A Son's Memoir，1989年出版。亦與Marco Politi合著了一本有關若望·保祿二世的傳記，名His Holiness: John Paul II & the History of Our Time，1996年出版。其後於2007年出版了一本有關希拉里·罗德姆·克林顿的傳記，名A Woman in Charge: The Life of Hillary Rodham Clinton。

### 私人生活
第二任妻子為电影导演、编剧諾拉·艾芙蓉（Nora Ephron），兩人1976年結婚，育有二子Jacob及Max，但已因伯恩斯坦的不忠而於1980年離異。伯恩斯坦的出軌對象為瑪嘉烈·傑伊（Margaret Jay，詹姆斯·卡拉漢之女），艾芙蓉發現時正懷著第二子Max，更因此早產。艾芙蓉其後將兩人的婚姻經過改編成1983年出版的小說《心火》，將影射伯恩斯坦的角色描繪得相當不堪，該小說更在1983年被改編成同名電影。
伯恩斯坦現與名為Christine的現任妻子住在紐約。

## 電影
《總統的人馬》曾被改編成電影，由艾倫·帕庫拉執導，飾演伯恩斯坦的是德斯汀·荷夫曼，鲍勃·伍德沃德則由羅拔·烈福飾演。
伯恩斯坦還在銀幕上出現過兩次，一次是在喜劇片《白宮也瘋狂》中，由Bruce McCulloch飾演，另一次由杰克·尼科尔森在《心火》中扮演一個影射伯恩斯坦的角色。

## 著作
- 《總統的人馬（英语：All the President's Men）》－與鲍勃·伍德沃德合著（1974）ISBN 0-671-21781-X
- 《最後的日子》－與鲍勃·伍德沃德合著（1976）ISBN 0-671-22298-8
- Loyalties: A Son's Memoir（1989）
- His Holiness: John Paul II & the History of Our Time－與Marco Politi合著（1996）
- The Secret Man－與鲍勃·伍德沃德合著（2005）ISBN 0-7432-8715-0
- A Woman in Charge: The Life of Hillary Rodham Clinton（2007）ISBN 0-375-40766-9

## 外部連結
- 官方网站
- 《紐約時報》於2005年6月的報道：'Deep Throat' brings Watergate pair together again （页面存档备份，存于）（來自International Herald Tribune網站）
- 德克薩斯州大學奧斯汀分校之Harry Ransom Center上有關伍德沃德及伯恩斯坦的網上展覽